# Distrito de Krasnosulinsky
El distrito de Krasnosulinsky es un distrito administrativo y municipal (raión), uno de los cuarenta y tres en el óblast de Rostov, Rusia . Se encuentra al oeste del óblast. El área del distrito es de 2104 kilómetros cuadrados (812,4 mi²) . Su centro administrativo es la ciudad de Krasny Sulin.  Población: 81 825 (2010); 34 906 (2002). La población de Krasny Sulin representa el 49,9 % de la población total del distrito. 